# Wladimir Wladimirowitsch Selkow

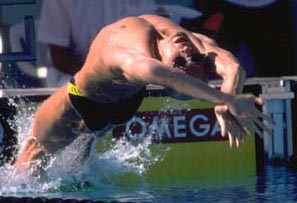
Wladimir Selkow

Wladimir Wladimirowitsch Selkow (russisch Владимир Владимирович Сельков; * 1. April 1971 in Beresniki, Russische SFSR) ist ein ehemaliger russischer Schwimmer.
Er konnte bei Welt- und Europameisterschaften über die Lage Rücken zahlreiche Titel erringen. Bei den Olympischen Spielen 1992 in Barcelona gewann er (hinter Martín López-Zubero) die Silbermedaille über 200 m Rücken, mit der 4 × 100-m-Staffel vier Jahre später in Atlanta mit der Staffel erneut Silber.